# Lockerz
Lockerz (lockerz.com) – międzynarodowa strona o charakterze social networking i e-commerce, strona skupiała społeczność 17 milionów użytkowników z 195 krajów. Główna siedziba firmy znajdowała się w Seattle.
Istota działania strony opierała się na systemie punktacji (PTZ). Zarobione kredyty można było przeznaczyć na zniżki w oficjalnym sklepie.
Lockerz było skierowane do osób młodych pomiędzy 13 a 30 rokiem życia. Większość użytkowników pochodzi ze Stanów Zjednoczonych, Polski, Brazylii i Australii.
Strona została zamknięta latem 2014 roku.